# Dezső Lemhényi

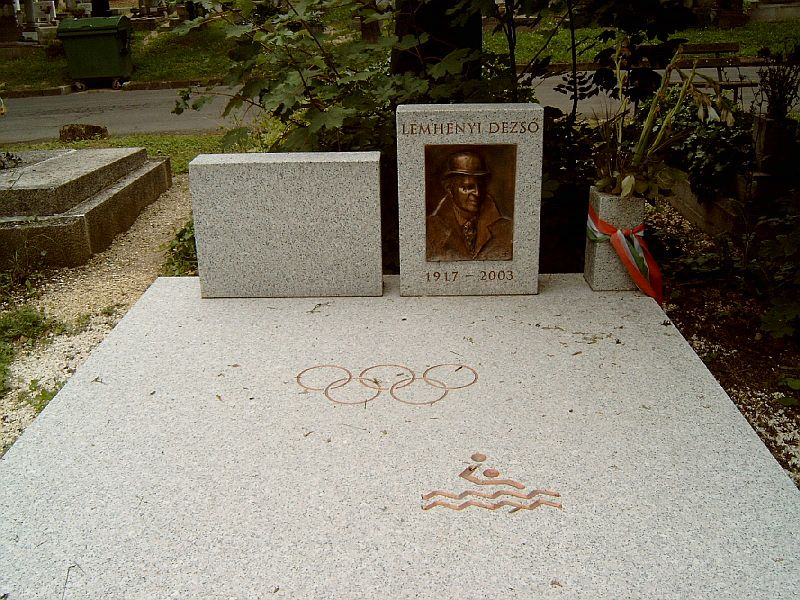
Grab von Dezső Lemhényi

Dezső Lemhényi (* 9. Dezember 1917 in Budapest; † 4. Dezember 2003 ebenda) war ein ungarischer Wasserballspieler, der 1948 eine olympische Silbermedaille und 1952 eine olympische Goldmedaille gewann.
Dezső Lemhényi nahm wegen des Zweiten Weltkriegs erst im Alter von 30 Jahren 1948 in London erstmals an Olympischen Spielen teil. Er wirkte in 6 Spielen mit und erzielte drei Treffer, im verlorenen Finale gegen Italien spielte er nicht mit. Vier Jahre später wurde er bei dem ungarischen Olympiasieg 1952 in zwei Partien eingesetzt. Beim 13:4 gegen Mexiko warf er fünf Tore, gegen Deutschland kam er beim 9:1 zu keinem Treffer.
Er begann bei Budapesti Sportegyesület und spielte seit 1943 für den Verein Újpesti Tornaegylet, der sich 1952 in Budapesti Dózsa umbenannte. 
Dezső Lemhényi war von 1953 bis 1954 und von 1958 bis 1960 jeweils als Nachfolger von Béla Rajki Trainer der ungarischen Wasserballnationalmannschaft. 1954 und 1958 führte er die Mannschaft zum Europameistertitel, bei den Olympischen Spielen 1960 gewann die Mannschaft Bronze.
In den 1960er Jahren zog er mit seiner Frau, der Turnerin Olga Tass (1929–2020), nach Frankreich, wo beide als Trainer tätig waren. In den 1970er Jahren waren beide in Kanada engagiert.
1998 wurde Dezső Lemhényi in die International Swimming Hall of Fame aufgenommen.